# Diócesis de Santa Rosa de Osos
La diócesis de Santa Rosa de Osos (en latín: Dioecesis Sanctae Rosae de Osos) es una circunscripción eclesiástica de la Iglesia católica en Colombia. Se trata de una diócesis latina, sufragánea de la arquidiócesis de Santa Fe de Antioquia. Desde el 10 de abril de 2025 su obispo es monseñor Luis Albeiro Maldonado Monsalve.

## Territorio y organización
La diócesis tiene 22 925 km² y extiende su jurisdicción sobre los fieles católicos de rito latino residentes en parte de las subregiones de Norte, Nordeste y Bajo Cauca del departamento de Antioquia, comprendiendo los 29 municipios de: Santa Rosa de Osos, Amalfi, Angostura, Anorí, Belmira, Briceño, Cáceres, Campamento, Carolina del Príncipe, Caucasia, Donmatías, El Bagre, Entrerríos, Gómez Plata, Guadalupe, Ituango, Nechí, Remedios, San Andrés de Cuerquia, San José de la Montaña, San Pedro de los Milagros, Segovia, Tarazá, Toledo, Valdivia, Vegachí, Yalí, Yarumal y Zaragoza.
La sede de la diócesis se encuentra en la ciudad de Santa Rosa de Osos, en donde se halla la Catedral de Nuestra Señora del Rosario de Chiquinquirá y Santa Rosa de Lima. Hay tres basílicas menores en la diócesis: la de Nuestra Señora de la Merced, en Santa Rosa de Osos, la del Señor de los Milagros, en San Pedro de los Milagros, y la de Nuestra Señora de la Merced, en Yarumal.
En 2022 en la diócesis existían 77 parroquias agrupadas en 9 vicarías: Santa Bárbara, Nuestra Señora de los Dolores, San José, San Pedro Claver, La Inmaculada, San Rafael, Señor de los Milagros, Beato Padre Marianito y Santa Rosa de Lima.

## Historia
La diócesis fue erigida el 5 de febrero de 1917 mediante la bula Quod Catholicae del papa Benedicto XV, derivando el territorio de la diócesis de Antioquia (hoy arquidiócesis de Santa Fe de Antioquia). El primer obispo fue Maximiliano Crespo Rivera, quien fue elegido el 7 de febrero de 1917.
El 27 de octubre de 1962 cedió una porción de su territorio a la nueva diócesis de Barrancabermeja mediante la bula Divina Christi verba del papa Juan XXIII.
Originalmente sufragánea de la arquidiócesis de Medellín, el 18 de junio de 1988 pasó a formar parte de la provincia eclesiástica de la arquidiócesis de Santa Fe de Antioquia.
El 4 de marzo de 1989, mediante el decreto Per Constitutionem Apostolicam de la Congregación para la Evangelización de los Pueblos, se confió a los obispos de Santa Rosa de Osos el cuidado pastoral de la prefectura apostólica de Leticia (hoy vicariato apostólico de Leticia).
El 22 de noviembre de 2003 cedió los municipios de Ebéjico, Liborina, Peque, San Jerónimo, Sopetrán, Olaya, Sabanalarga y el corregimiento de Palmitas en el municipio de Medellín a la arquidiócesis de Santa Fe de Antioquia.

## Estadísticas

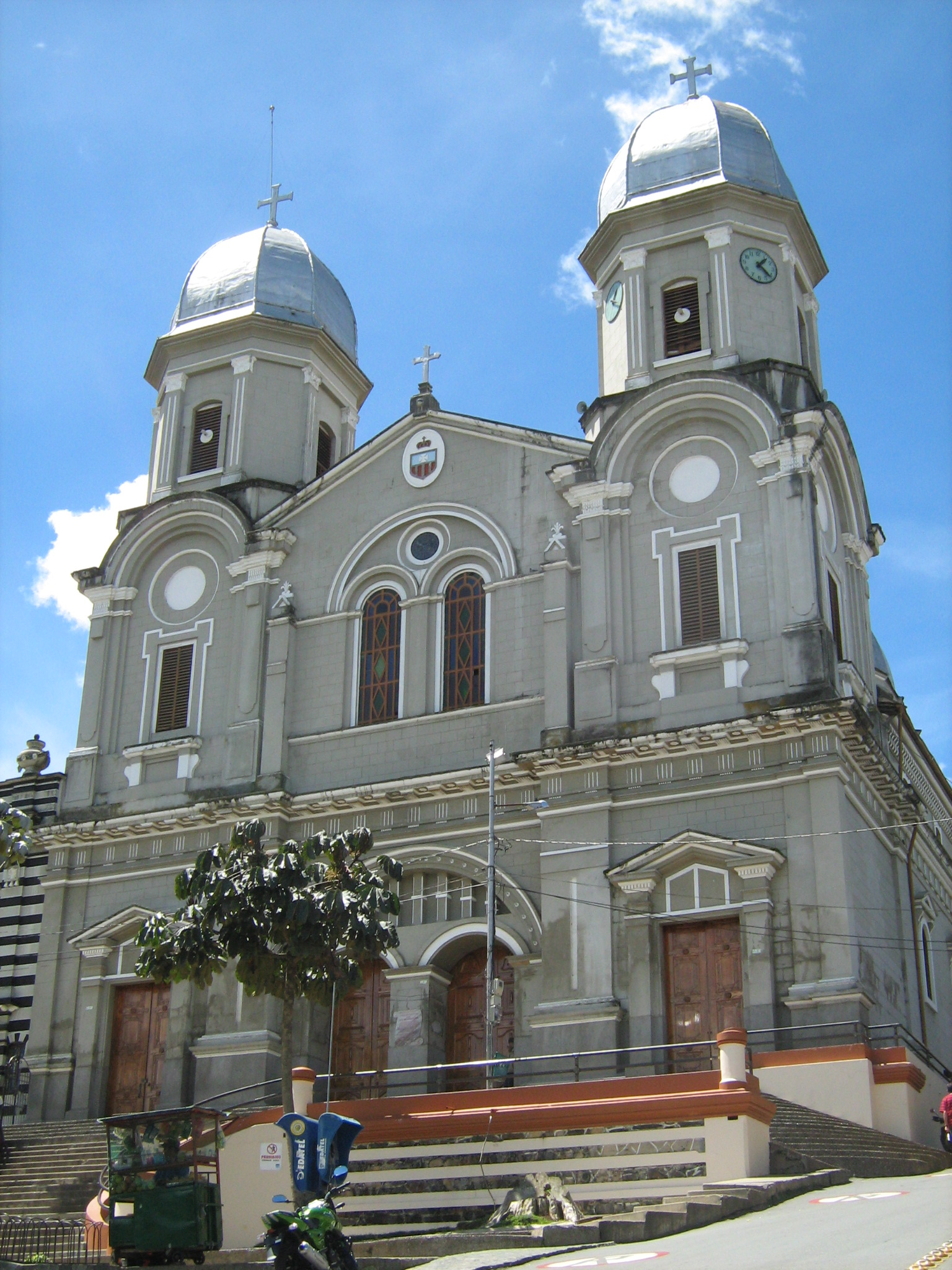
Basílica menor de Nuestra Señora de la Merced (Yarumal)

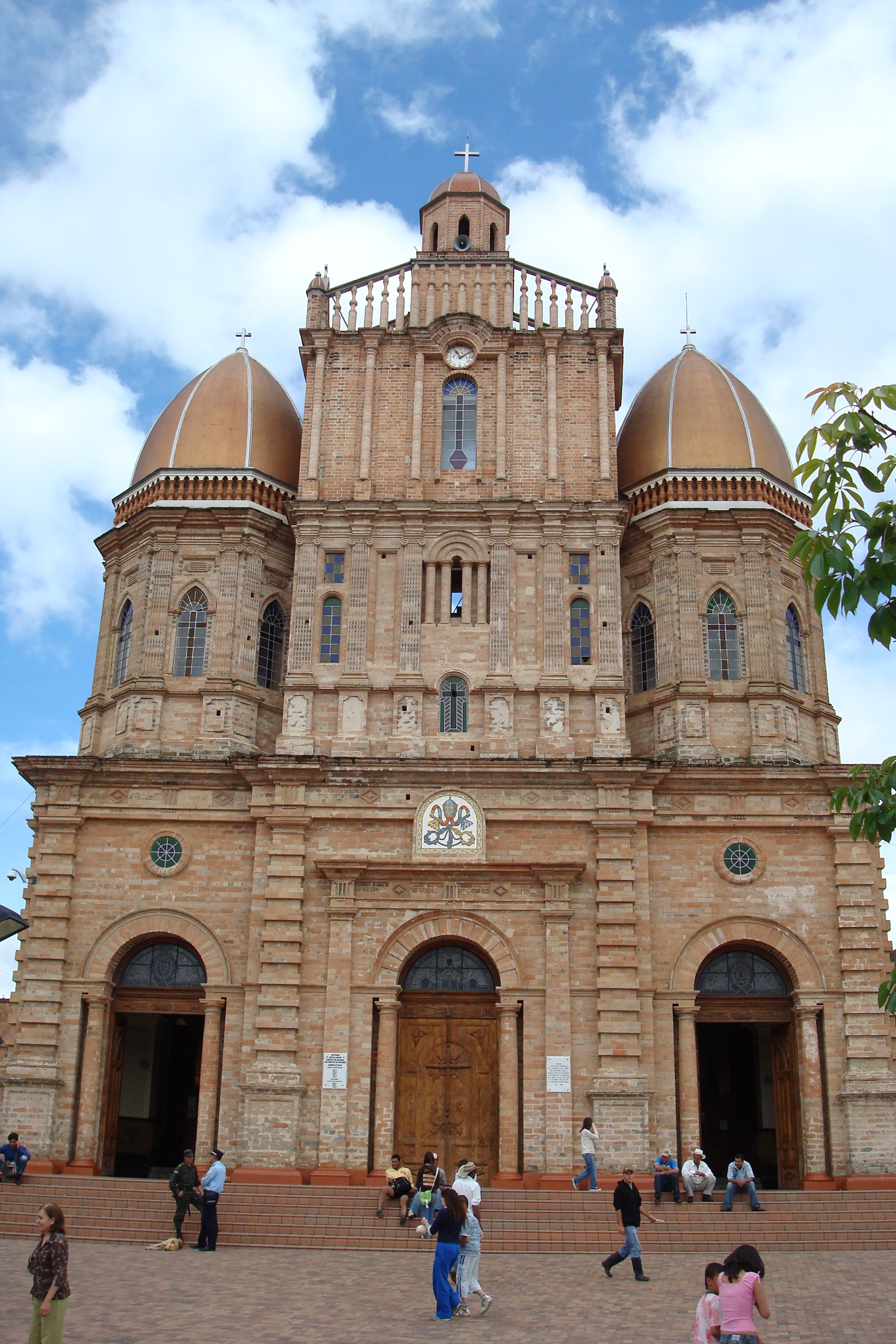
Basílica menor del Señor de los Milagros (San Pedro de los Milagros)

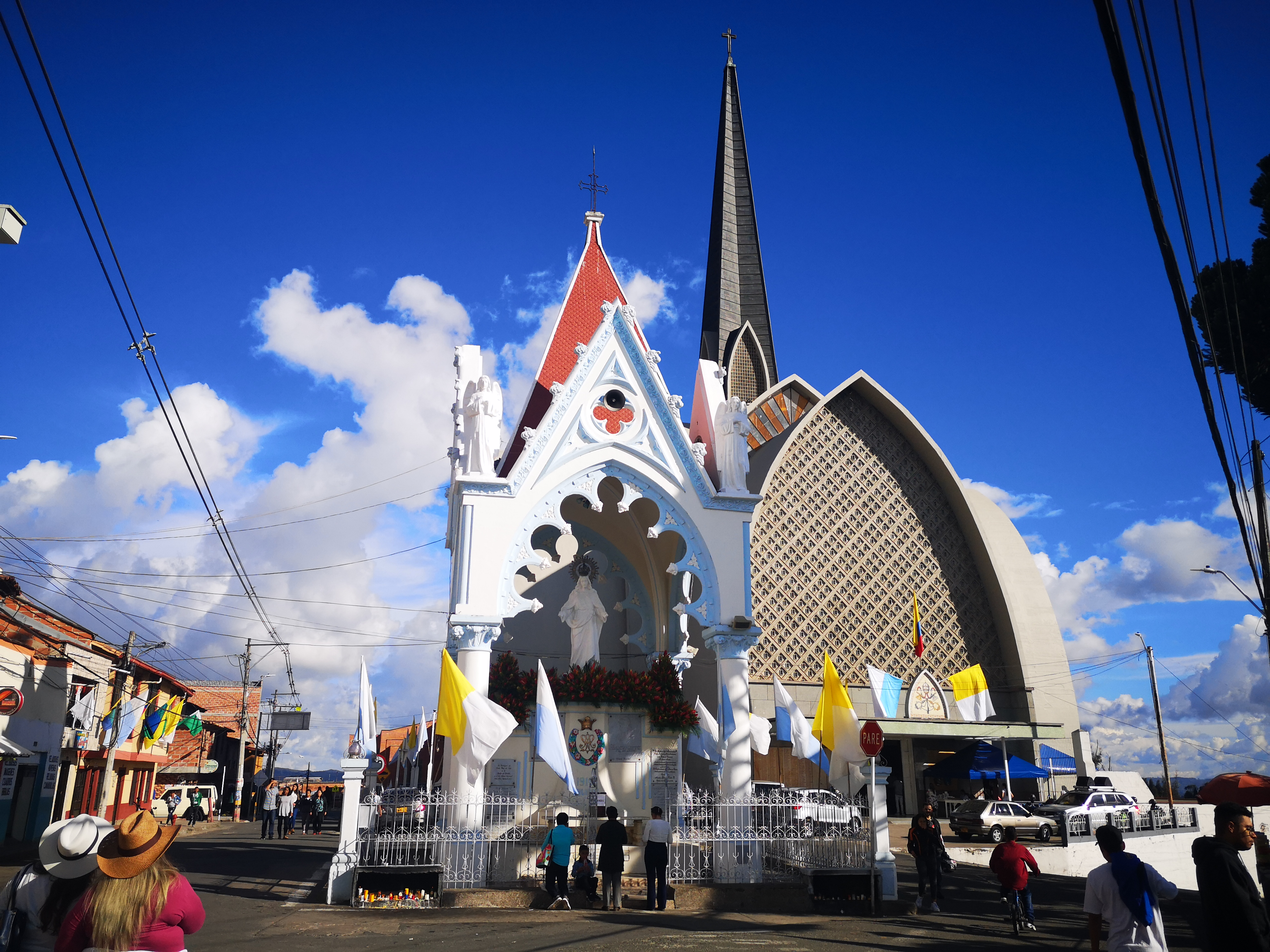
Basílica menor de Nuestra Señora de las Misericordias (Santa Rosa de Osos)

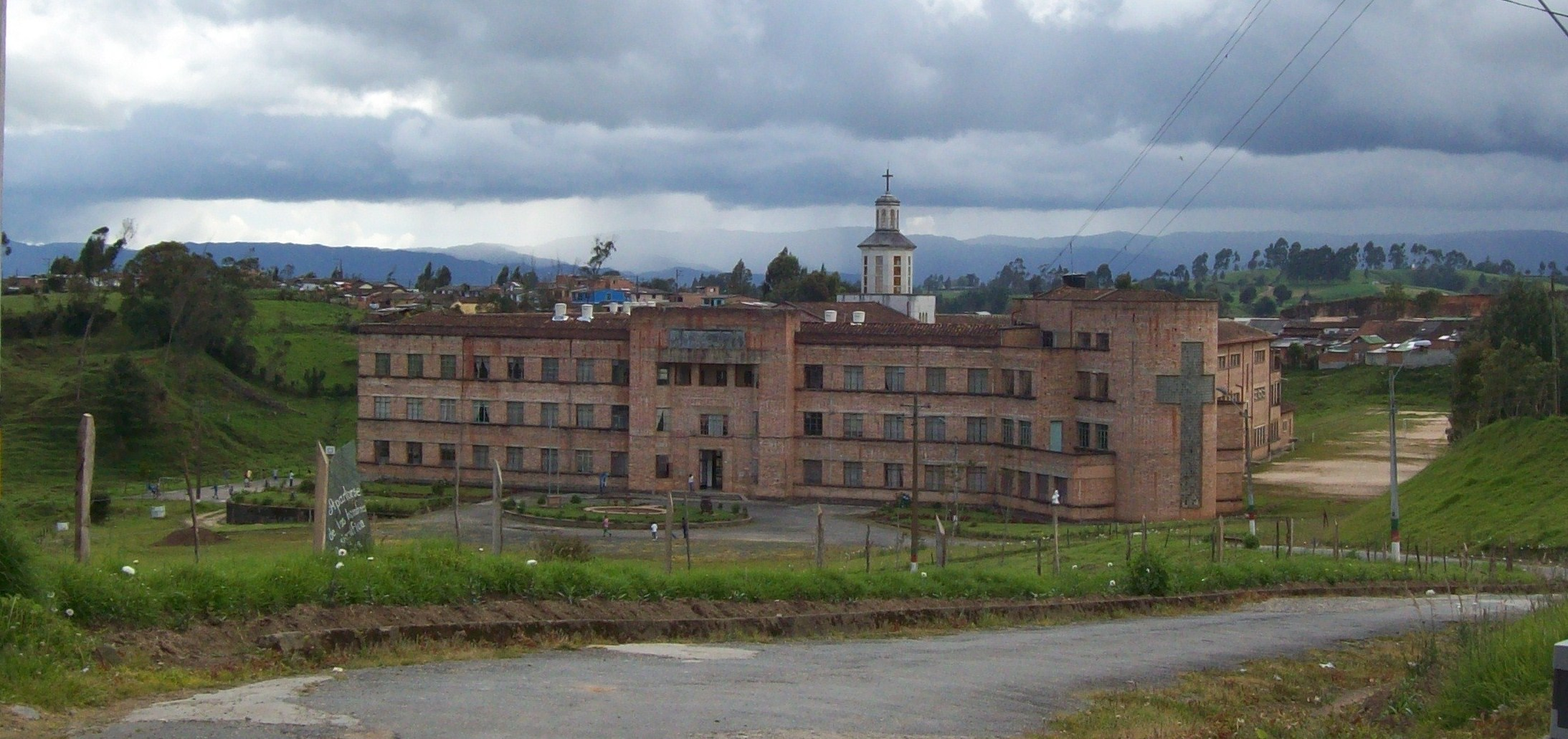
Seminario Conciliar Santo Tomás de Aquino

Según el Anuario Pontificio 2023 la diócesis tenía a fines de 2022 un total de 615 441 fieles bautizados.
| Año                                                                             | Población            | Población | Población      | Sacerdotes | Sacerdotes    | Sacerdotes    | Bautizados por sacerdote | Diáconos permanentes | Religiosos | Religiosos | Parroquias |
| Año                                                                             | Bautizados católicos | Total     | % de católicos | Total      | Clero secular | Clero regular | Bautizados por sacerdote | Diáconos permanentes | Varones    | Mujeres    | Parroquias |
| ------------------------------------------------------------------------------- | -------------------- | --------- | -------------- | ---------- | ------------- | ------------- | ------------------------ | -------------------- | ---------- | ---------- | ---------- |
| 1950                                                                            | 279 750              | 280 000   | 99.9           | 144        | 109           | 35            | 1942                     |                      | 70         | 305        | 61         |
| 1966                                                                            | 407 000              | 407 786   | 99.8           | 207        | 162           | 45            | 1966                     |                      | 110        | 390        | 66         |
| 1968                                                                            | 415 070              | 416 570   | 99.6           | 166        | 132           | 34            | 2500                     |                      | 61         | 350        | 61         |
| 1976                                                                            | 395 835              | 398 835   | 99.2           | 155        | 126           | 29            | 2553                     |                      | 48         | 300        | 76         |
| 1980                                                                            | 396 700              | 398 800   | 99.5           | 142        | 117           | 25            | 2793                     |                      | 45         | 282        | 79         |
| 1990                                                                            | 438 952              | 447 910   | 98.0           | 157        | 143           | 14            | 2795                     | 1                    | 61         | 299        | 81         |
| 1999                                                                            | 620 757              | 639 954   | 97.0           | 170        | 153           | 17            | 3651                     |                      | 96         | 234        | 89         |
| 2000                                                                            | 624 389              | 643 700   | 97.0           | 162        | 145           | 17            | 3854                     |                      | 120        | 209        | 89         |
| 2001                                                                            | 603 437              | 622 100   | 97.0           | 171        | 155           | 16            | 3528                     |                      | 174        | 228        | 90         |
| 2002                                                                            | 609 750              | 628 608   | 97.0           | 175        | 160           | 15            | 3484                     |                      | 106        | 247        | 91         |
| 2003                                                                            | 622 850              | 642 113   | 97.0           | 197        | 185           | 12            | 3161                     |                      | 56         | 206        | 91         |
| 2004                                                                            | 630 000              | 650 200   | 96.9           | 185        | 185           |               | 3405                     |                      | 47         | 232        | 92         |
| 2010                                                                            | 585 000              | 609 000   | 96.1           | 174        | 162           | 12            | 3362                     |                      | 15         | 142        | 75         |
| 2014                                                                            | 613 000              | 637 000   | 96.2           | 146        | 136           | 10            | 4198                     |                      | 11         | 142        | 77         |
| 2017                                                                            | 653 975              | 689 126   | 94.9           | 155        | 147           | 8             | 4219                     |                      | 11         | 136        | 74         |
| 2020                                                                            | 674 500              | 711 800   | 94.8           | 142        | 131           | 11            | 4750                     |                      | 16         | 127        | 79         |
| 2022                                                                            | 615 441              | 654 061   | 94.1           | 139        | 127           | 12            | 4427                     |                      | 23         | 126        | 77         |
| Fuente: Catholic-Hierarchy, que a su vez toma los datos del Anuario Pontificio. |                      |           |                |            |               |               |                          |                      |            |            |            |

## Episcopologio
| Foto                                     | Escudo | Titular                         | Período                                                 | Período                  | Fin del cargo (razón)                |
| Foto                                     | Escudo | Titular                         | Inicio                                                  | Fin                      | Fin del cargo (razón)                |
| ---------------------------------------- | ------ | ------------------------------- | ------------------------------------------------------- | ------------------------ | ------------------------------------ |
|                                          |        | Maximiliano Crespo Rivera †     | 7 de febrero de 1917                                    | 15 de noviembre de 1923  | Nombrado arzobispo de Popayán        |
|                                          |        | Miguel Ángel Builes Gómez †     | 27 de mayo de 1924                                      | 29 de septiembre de 1971 | Falleció                             |
|                                          |        | Joaquín García Ordóñez †        | 29 de septiembre de 1971 por sucesión                   | 10 de junio de 1995      | Retirado                             |
|                                          |        | Jairo Jaramillo Monsalve        | 10 de junio de 1995 (asumió el 22 de diciembre de 1995) | 13 de noviembre de 2010  | Nombrado arzobispo de Barranquilla   |
|                                          |        | Jorge Alberto Ossa Soto         | 15 de julio de 2011 (asumió el 27 de agosto de 2011)    | 15 de octubre de 2019    | Nombrado arzobispo de Nueva Pamplona |
|                                          |        | Elkin Fernando Álvarez Botero † | 22 de octubre de 2020                                   | 8 de julio de 2023       | Falleció                             |
| Monseñor Luis Albeiro Maldonado Monsalve |        | Luis Albeiro Maldonado Monsalve | 10 de abril de 2025                                     |                          |                                      |